# Tihomir (Župan)
Tihomir (geb. vor 1113, gest. nach 1170) regierte als Großžupan über Raszien, Dioklitien und die Küstenländer Hum und Travunien (heute Herzegowina) in der Zeit von 1165 bis 1167. 
Nachdem der aufständische Desa von Byzanz abgesetzt wurde, teilte Byzanz sein Reich unter die vier Söhne des Zavida auf: 
- Tihomir in Raszien,
- Stracimir in Dioklitien (Duklja),
- Miroslav in den Küstenländern und
- Nemanja in Toplica im heutigen Zentralserbien.

Auch Tihomir lehnte sich bald gegen Byzanz auf und wurde dabei von seinem Bruder Stracimir unterstützt. Dagegen hielten Nemanja und Miroslav zu Byzanz. Nemanja besiegte mit byzantinischer Unterstützung seine beiden Brüder und wurde zum alleinigen Herrscher über Raszien und Dioklitien. Miroslav anerkannte Nemanja als Großžupan, und seine Nachkommen herrschten als Župane in der heutigen Herzegowina bis Ende des 13. Jahrhunderts.
| Vorgänger | Amt                             | Nachfolger     |
| --------- | ------------------------------- | -------------- |
| Desa      | Großžupan von Raszien 1165–1167 | Stefan Nemanja |

| Personendaten    | Personendaten                     |
| ---------------- | --------------------------------- |
| NAME             | Tihomir                           |
| KURZBESCHREIBUNG | serbischer Großžupan über Raszien |
| GEBURTSDATUM     | 12. Jahrhundert                   |
| STERBEDATUM      | nach 1167                         |